# NGC 6540
NGC 6540 is een bolvormige sterrenhoop in het sterrenbeeld Boogschutter. Het hemelobject werd op 24 mei 1784 ontdekt door de Duits-Britse astronoom William Herschel.

## Synoniemen
- OCL 11
- ESO 456-SC53